# Klöversidenbi
Klöversidenbi (Colletes marginatus) är en art i insektsordningen steklar och överfamiljen bin. Arten kallas även harklöversidenbi.

## Beskrivning
Arten är liten, honan har en kroppslängd på 8 till 10 millimeter, medan hanen är mellan 7 och 9 millimeter lång. Hjässan och mellankroppens ovansida har korta, brungrå hår, medan sidorna och buken på mellankroppen samt benen har krämfärgad behåring. Tergiterna på bakkroppen har vitaktiga hårband längs bakkanterna. På den första tergiten är hårbandet avsnört i mitten. Könen är förhållandevis lika, men hanen har längre hår, och på buken har sterniterna 2 till 4 vita hårband längs bakkanterna.

## Ekologi
Födomässigt ses biet som polylektiskt, en generalist som hämtar pollen från blommande växter flera olika familjer, bland andra ärtväxter, flockblommiga växter, korsblommiga växter, kransblommiga växter, snyltrotsväxter, resedaväxter, nejlikväxter och klockväxter. Många auktoriteter betonar dock artens förkärlek för ärtväxter, som harklöver, vitklöver och sötväpplingar. Flygtiden varar från mitten/slutet av juni till mitten av augusti.
Habitatet utgörs av sandmarker som dyner, sandområden i inlandet, gärna med backar, och markstörda biotoper som militära övningsområden. Arten uppskattar marker med finsand och tillgång till småblommiga ärtväxter.
Som alla sidenbin är klöversidenbiet ett solitärt bi, det vill säga att det inte bildar samhällen; honan gräver själv ut boet i marken, för denna art i sandig mark, ofta tillsammans med andra bon av samma art. Boet kan parasiteras av hedfiltbi, vars hona lägger ägg i larvcellerna, ett i varje. Den resulterande filtbilarven har kraftiga käkar i den första larvfasen, så att den kan döda värdlarven och ostört leva av den insamlade födan.

## Utbredning
Utbredningsområdet för detta bi i Europa sträcker sig från Syd- och Mellaneuropa till Norden i norr, samt från  Storbritannien (men inte Irland) och Iberiska halvön i väst till Altaj i öst.
I Sverige finns biet från Skåne norrut till Uppland, inklusive Öland och Gotland. I Västergötland och Närke är det emellertid utdött. Arten minskar i Sverige, utbredningen är fragmenterad, och många lokaler i det indre av landet har försvunnit. Arten är därför rödlistad som nära hotad ("NT"). Främsta orsaken tros vara att torrängar med den främsta födan, småblommiga ärtväxter, har försvunnit. Habitatförlust genom markexploratering och uppodling är andra hot..
I Finland, där arten endast har observerats i Egentliga Finland, Nyland på sydkusten och sydligaste västkusten samt en gång på Åland (Kökar, 2022), är den rödlistad som starkt hotad ("EN").